# Arsen Yegiazarian
Arsen Yegiazarian (Armeens: Արսեն Եղիազարյան) (Jerevan, 18 juni 1970 – 20 april 2020) was een Armeens schaakgrootmeester (GM).
Yegiazarian was in 1984 en in 1988 jeugdkampioen van Armenië in de categorie tot 18 jaar. Hij werd grootmeester in 2000. In 1998 en 2000 werd hij derde in het schaakkampioenschap van Armenië. Yegiazarian werd kampioen van Armenië in 2005, 2006 en 2007.
Internationaal won Yegiazarian in 2001 de toernooien van Tbilisi en Batoemi. In 2005 werd hij eerste in het A2-toernooi van het Aeroflot Open.
Yegiazarian was de coach van het nationale schaakteam van Armenië in 1998. In 2000 werd hij coach van het nationale vrouwenteam van Armenië.
Hij overleed op 20 april 2020.

## Schaakteams
Yegiazarian nam deel aan de Schaakolympiade in 1994 en in 1996.
Met zijn schaakclub uit Jerevan won hij in 1995 het Europees Kampioenschap Schaken voor clubs.

## Externe koppelingen
- (en)   Informatie over schaakpartijen van Arsen Yegiazarian op ChessGames.com
- (en)   Informatie over schaakpartijen van Arsen Yegiazarian op 365chess.com
- (en)  FIDE-ratinggegevens voor Arsen Yegiazarian